# Keresztény Közéleti Akadémia Alapítvány
A Keresztény Közéleti Akadémia Alapítvány a Pázmány Péter Katolikus Egyetem mellett, annak szellemi bázisán, 2004 februárjában létrejött civilszervezet. A szervezet elsősorban közéleti célokat, különösen a  keresztény társadalmi tanítás és az ezen alapuló - kereszténydemokrata, keresztényszociális - eszmerendszerek terjesztését, népszerűsítését tartja elsődleges feladatának.

## Tevékenysége
A szervezet céljait elsősorban konferenciák szervezésével, kiadványok megjelentetésével és tudományos-népszerűsítő előadásokkal igyekszik elérni. 
2005-ben útjára indította a Keresztény Közéleti Figyelő című periodikát, a Keresztény Élet című hetilap mellékleteként.
Egyik legjelentősebb konferencia-sorozatát a KKAA a Keresztény Értelmiségiek Szövetsége közreműködésével 2006-ban tartotta, amikor országjáró körutat szervezett ”Otthon a hazában - Keresztény felelősséggel a nemzetért” címen. Ennek keretében olyan témákat dolgoztak fel neves, keresztény vallásukat nyíltan vállaló értelmiségiek segítségével, mint a foglalkoztatáspolitika, az oktatás és nevelés, a szociálpolitika, vagy az egészségügy és a vidékfejlesztés.
A szervezet emellett különösen akkor hívta fel magára a figyelmet, amikor egy-egy akciójára a szélesebb sajtónyilvánosság is felfigyelt, mint amilyen például Marilyn Manson magyarországi koncertje elleni tiltakozása volt.

## Küldetése
Az alapítvány jelmondata: Viribus unitis.
A Keresztény Közéleti Akadémia tagjai vallják, hogy a II. vatikáni zsinat tanításából egyértelműen levezethető, miszerint a világi Krisztus-hívők, annak érdekében, hogy a világot keresztény szellemben átformálják, részt vállalnak a politikai életből. Azt pedig a legszélesebb értelemben fogják fel és így bekapcsolódnak abba a sokrétű és szerteágazó gazdasági, társadalmi, törvényhozói, adminisztratív és kulturális munkába, melynek célja szervezett és intézményes módon a közjó előmozdítása.
Ennek szellemében az alapítvány küldetésnyilatkozata: "Meggyőződésünk, hogy Magyarországon szükség van a hívő társadalom erejének kiaknázására, hatékony megszervezésére, tudásának és képességeinek tovább fejlesztésére, hogy választ adhassunk korunk régi és új kihívásaira."